# Leica Microsystems

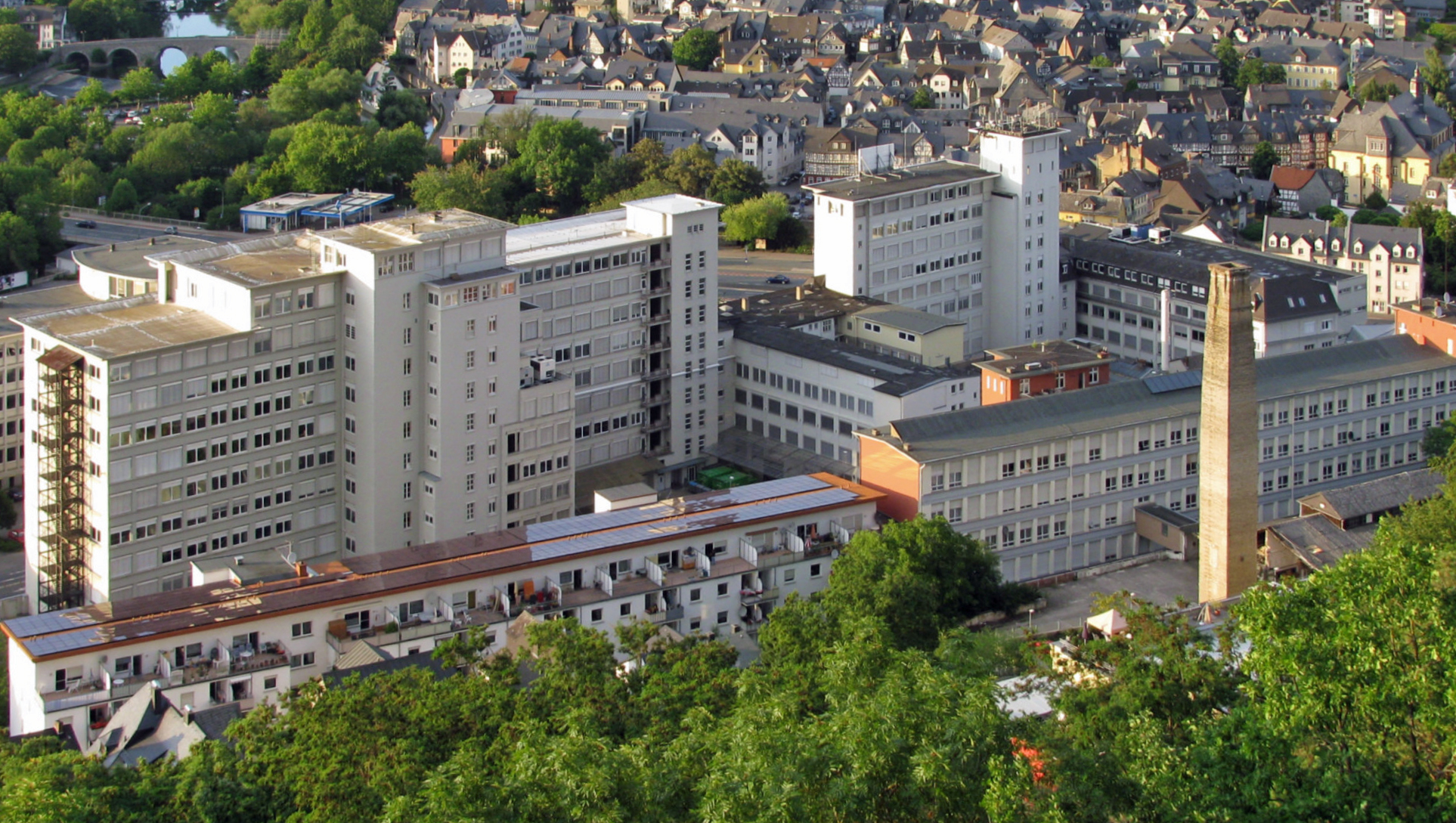
Sede Leica a Wetzlar

Leica Microsystems è un costruttore tedesco di microscopi ottici, apparecchi per la tecnologia medica, elettronica.
Leica Microsystems dal 1997 è una delle tre aziende nate dall'originale società del 1869 di Ernst Leitz I, Leitz di Wetzlar.

## Storia
La storia della società risale a quella della Leitz. Nel secondo dopoguerra, a partire dagli anni '70 nasce la cooperazione tra Leitz e la svizzera Wild Heerbrugg. Nasce nel 1986 la Wild-Leitz. Nel 1990 seguono fusioni con la Cambridge Instruments e la tedesca Jung, la viennese Reichert e la divisione di microscopia della statunitense Bausch & Lomb e American Optical.
Nel 1997 il gruppo Leica viene diviso in tre società. Accanto alla tedesca Leica Microsystems nascono la Leica Camera e la svizzera Leica Geosystems. Dopo sette anni di proprietà della società di investimenti Permira, la Leica Microsystems nel 2005 diventa della statunitense Danaher Corporation.

## Onorificenze
La società ha vinto tre volte il premio Innovationspreis der deutschen Wirtschaft, la prima volta nel 1984 per il microscopio ELSAM. 
La seconda volta nel 2002 per gli obiettivi DUV e nel 2005 per il microscopio a fluorescenza Leica TCS 4PI, nato dal Microscopio 4Pi.

## Tecnologie e prodotti

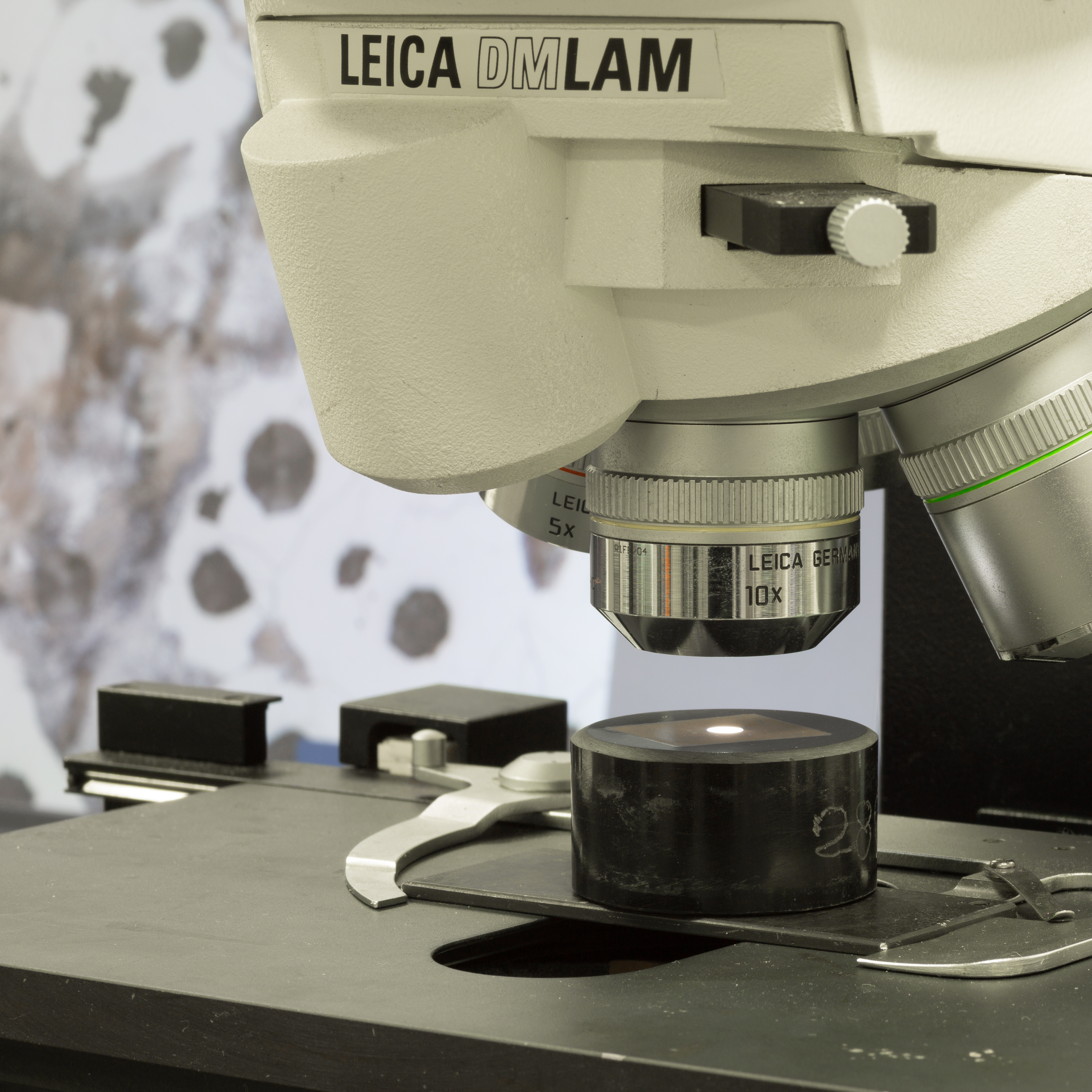
Microscopio elettronico Leica

### Microscopia ottica
La microscopi ottica rimane la principale attività della società. Solo tre altre aziende al mondo realizzano apparecchi simili, ovvero le giapponesi Nikon, Olympus e la tedesca Zeiss).
Accanto ai microscopi ottici classici, si trovano anche il microscopio a scansione laser, e il microscopio confocale che a marchio Leica è il microscopio STED. Con questi microscopi, sviluppati da Stefan Hell e collaboratori, anche i limiti della microscopia ottica di Ernst Abbe vengono superati. Nell'ottobre 2014 Stefan Hell per il lavoro sullo STED vince il Premio Nobel per la chimica.
Per la microscopia ottica classica, Leica sviluppa ottiche e accessori, software per l'analisi delle immagini, per la citogenetica.
Microscopi ottici speciali vengono realizzati per wafer (elettronica) e testing di fotomask. La miniaturizzazione nell'industria elettronica nei circuiti integrati ha portato all'utilizzo della microscopia a raggi ultravioletti con lunghezza d'onda di 248 nanometri o meno.

### Istologia
Leica Microsystems (Leica Biosystems a Nußloch) produce sistemi per l'istologia e patologia. Con microtomi e criostati vengono realizzati campioni per l'analisi istologica. Nel 2003 viene introdotto sul mercato il primo esempio di sistema automatico di sezionamento, per la citodiagnostica e patologia. I microtomi sono anche impiegati nelle analisi di laboratorio industriali per analizzare polimeri, semiconduttori, pelli, e altri materiali.
La microtomia per il microscopio elettronico è stata sviluppata da Hellmuth Sitte a Vienna e prodotta per decenni dalla Leica. Ancora oggi è la società principale al mondo per gli strumenti per la preparazione di campioni per il microscopio elettronico a trasmissione.